# Campeonato Mundial de Rugby M19 División A de 2003
El Campeonato Mundial de Rugby M19 de 2003 se disputó en Francia y fue la trigésima quinta edición del torneo en categoría M19.

## Resultados

### Dieciseisavos de final
| 10 de abril | Nueva Zelanda | 57 - 11 | Namibia |  |  |

| 10 de abril | Italia | 7 - 33 | Irlanda |  |  |

| 10 de abril | Escocia | 38 - 8 | Rumania |  |  |

| 10 de abril | Argentina | 25 - 3 | Japón |  |  |

| 10 de abril | Francia | 41 - 7 | Canadá |  |  |

| 10 de abril | Gales | 24 - 7 | Georgia |  |  |

| 10 de abril | Sudáfrica | 50 - 0 | Corea del Sur |  |  |

| 10 de abril | Inglaterra | 30 - 7 | Rusia |  |  |

### Cuartos de final 9° al 16° puesto
| 13 de abril | Georgia | 31 - 7 | Canadá |  |  |

| 13 de abril | Namibia | 18 - 23 | Italia |  |  |

| 13 de abril | Rumania | 22 - 38 | Japón |  |  |

| 13 de abril | Corea del Sur | 25 - 26 | Rusia |  |  |

### Cuartos de final 1° al 8° puesto
| 13 de abril | Nueva Zelanda | 43 - 8 | Irlanda |  |  |

| 13 de abril | Escocia | 17 - 22 | Argentina |  |  |

| 13 de abril | Francia | 43 - 26 | Gales |  |  |

| 13 de abril | Sudáfrica | 19 - 3 | Inglaterra |  |  |

### Semifinal 13° al 16° puesto
| 16 de abril | Namibia | 16 - 11 | Rumania |  |  |

| 16 de abril | Canadá | 10 - 15 | Corea del Sur |  |  |

### Semifinal 9° al 12° puesto
| 16 de abril | Italia | 10 - 29 | Japón |  |  |

| 16 de abril | Georgia | 16 - 8 | Rusia |  |  |

### Semifinal 5° al 8° puesto
| 16 de abril | Escocia | 22 - 28 | Irlanda |  |  |

| 16 de abril | Gales | 11 - 15 | Inglaterra |  |  |

### Semifinales Campeonato
| 16 de abril | Nueva Zelanda | 27 - 24 | Argentina |  |  |

| 16 de abril | Francia | 15 - 20 | Sudáfrica |  |  |

### 15° puesto
| 20 de abril | Rumania | 13 - 3 | Canadá |  |  |

### 13° puesto
| 20 de abril | Namibia | 5 - 21 | Corea del Sur |  |  |

### 11° puesto
| 20 de abril | Italia | 6 - 3 | Rusia |  |  |

### 9° puesto
| 20 de abril | Japón | 28 - 20 | Georgia |  |  |

### 7° puesto
| 20 de abril | Escocia | 6 - 10 | Gales |  |  |

### Quinto puesto
| 20 de abril | Inglaterra | 22 - 22 | Irlanda |  |  |

### Tercer puesto
| 20 de abril | Francia | 45 - 24 | Argentina |  |  |

### Final
| 20 de abril | Nueva Zelanda | 18 - 22 | Sudáfrica |  |  |

| Bandera de Sudáfrica |
| Campeón Sudáfrica    |
| Segundo título       |